# Valeriu Stoica
Valeriu Stoica (Bucarest, 1º ottobre 1953) è un politico rumeno, membro del Partito Nazionale Liberale e ministro della giustizia nei governi presieduti da Victor Ciorbea, Radu Vasile e Mugur Isărescu dal 12 dicembre 1996 al 28 dicembre 2000.

## Biografia

### Formazione
Si è laureato nel 1976 in giurisprudenza all'Università di Bucarest. Fino al 1987 ha lavorato nel settore giudiziario, poi è diventato un docente accademico. Nel 1990, ha iniziato a esercitare la professione di avvocato presso l'ordine degli avvocati di Bucarest. Dal 1991 al 1993 è stato decano di un istituto per l'educazione del personale legale. Nel 1997 ha conseguito il dottorato in legge presso la sua alma mater.

### Attività politica
Due volte (1996, 2000) ottenne la carica di deputato alla Camera dei deputati, in rappresentanza del Partito Liberale Nazionale, di cui fu anche primo vicepresidente. Dal 1996 al 2000 ricoprì l'incarico di Ministro della Giustizia nei gabinetti diretti da Victor Ciorbea, Radu Vasile e Mugur Isărescu. Dal 2001 al 2002 è stato presidente del Partito Nazionale Liberale.. Nel 2003, ha rassegnato le dimissioni dalla seduta in parlamento.
Nel 2006 è entrato a far parte del Partito Democratico Liberale creato da Theodor Stolojan.